# Aegilops leveillei
Aegilops leveillei är en gräsart som beskrevs av fader Sennen och Carlos Pau. Aegilops leveillei ingår i släktet bockveten, och familjen gräs. Inga underarter finns listade i Catalogue of Life.